# Église Saint-Félix de Saint-Félix (Charente)
Pour les articles homonymes, voir Église Saint-Félix de Saint-Félix.
L'église Saint-Félix est une église catholique située à Saint-Félix, dans le département de la Charente, en France.

## Localisation
L'église est située dans le département français de la Charente, sur la commune de Saint-Félix.

## Historique
L'édifice est classé au titre des monuments historiques en 1984.